# 明朗会
明朗会（めいろうかい）は、第二次世界大戦前の日本で、日本郵船の関係者が組織した親睦団体、思想団体のひとつ。日本主義を支持した。終戦時に会員の一部が皇居前で集団自決した。

## 沿革
明朗会は、1935年（昭和10年）10月に、日本郵船の機関士親睦団体である機関士協会から独立する形で発足した。独立の原因は、前年に発覚した機関士協会の基金流用問題であった。流用問題を放置してきたとして反幹部の機運が高まったため、日本郵船は大規模な人事異動を行って解決を図ったが、海務課長の更迭などがかえって一部の協会員の反発を強めた。そして、日比和一が中心となって、社内の粛正刷新を謳って新たな団体として明朗会を結成するに至った。会社側は集会を禁止するなど弾圧を行った。
1937年（昭和12年）2月までに、高級船員約1300人のうち約500人が明朗会に加入した。普通船員にも加入者が広まり、最盛期の会員数は4000人に達した。倫理争議事件（後述）の後、会員400人余りが、「明朗会は政治運動・思想運動に専念して、会社のことも船員の福祉も考えていない」として脱会したものの、1941年（昭和16年）末の太平洋戦争開始時で800人の会員が残っていた。
明朗会は日本主義の立場で、皇道精神・国体明徴を訴えた。その思想的な背景として、神道・儒教の融合を説いた。井上清純らを講師として招いて、勉強会を開くなどの活動を行った。海務課長人事や国旗掲揚を巡って会社経営陣と対立し倫理争議（後述）を起こしたほか、思想的違いや普通船員の入会勧誘を巡って労働組合である日本海員組合とも激しく対立した。明朗会に入会した普通船員には、マスト先端の塗装など危険な職務を押し付けられるといった労組からの嫌がらせもあった。
アメリカの強大な工業力を理由に太平洋戦争の開戦には強く反対したが、開戦後は戦争完遂のためとして、戦時の船舶運航に協力した。会員の相当数は、海軍予備員として日本海軍に召集され、従軍した。軍人・商船員として多数の戦死者を出し、終戦時には軍籍にあるものを含めて350人ほどの会員しか残っていなかった。ポツダム宣言受諾後の1945年（昭和20年）8月23日に、会長の日比和一以下12人は、皇居前で集団自決（後述）した。

## 倫理争議
1937年（昭和12年）2月、明朗会は、日本郵船の運航船が国旗を掲揚しなかった問題をきっかけに、航海科・機関科士官100人以上の乗務拒否によるストライキを実行した。明朗会の要求は、日本主義に基づいた社風の革新で、実質的には浦田格介海務課長の解任を求めるものだった。1月15日の日比和一の請願下船を皮切りに乗務拒否が始まり、2月下旬に本格化した。
直接にストライキの原因とされたのは、前年秋の観艦式中に神戸に在泊していた「野島丸」ほか5隻の日本郵船所属船が、天皇の乗艦する御召艦に対して祝旗掲揚を行わなかった、国旗不掲揚問題である。当時、この問題は他の日本主義団体などの攻撃の対象となっており、明朗会と連絡していた衆議院議員の江藤源九郎らによって、国会でも取り上げられていた。東京朝日新聞も、明朗会の行動を支持する論調の報道を行った。労働条件改善を求めるストライキではなかったため、「倫理争議」と呼ばれた。ただ、争議行為の遠因には、機関士協会基金問題とその後の人事に関して、明朗会と日本郵船経営陣の対立が続いていたという事情があった。
会社側は、対抗措置として士官の上陸禁止を命じるなどしたが、団体交渉の結果、3月15日に会社側が要求を受け入れる形で争議は解決された。海務部の人事異動が実施されたほか、会社側は世間を騒がせたことを陳謝し、日本精神確立のため社内革新と綱紀粛正、問題の再発防止に務める旨、明朗会の精神は諒とすべきも争議が会社に影響したことは陳謝すべき旨の合意文書が作成された。以後、明朗会は会社から活動を公認されるようになった。

## 集団自決
玉音放送から8日後の1945年（昭和20年）8月23日午前11時頃、会長の日比和一以下、明朗会関係者12人が皇居前で集団自決した。二列縦隊に並んで宮城遥拝後、11人は短刀で割腹したうえ喉を突いて自決し、それを見届けて、最後に日比和一は拳銃で自らの頭部を撃った。通りかかった警察官が発見し、救急車を手配したが全員死亡した。自決者には、第102号哨戒艇の元艇長だった水谷保海軍少佐ら船員のほか、明朗会に共鳴した伊地知三郎陸軍少佐、明朗会本部の女性事務員1人も加わっていた。
この点、11人の死因について、毒薬のシアン化カリウムを服用したことによるものであり、水谷保の遺族の保管する海軍軍医署名の死亡診断書にもその旨が明記されているとする説もある。同説によれば、短刀で自決したというのは、水谷保らを慕う当時の部下たちが、死を悼んで創作した話であるという。
自決者達のそばには「一死以て、皇運の無窮を祈念し奉る」という遺書が残されており、埋葬料が添えられていた。事件前日には、過激行動を警戒していた警視庁に対し、自分たちに関しては心配いらない旨の申告をしていた。また、明朗会に事務所を貸していた弁護士に対して、「空軍将校たちも終戦に納得して、自分たちのなすべきことは済んだ」旨を自決者の一人は語っていたという。
遺体は、明朗会の一員と関係の深かった井上清純の菩提寺である大長寺（麻布永坂町）に埋葬された。その後、府中市若松町へ移転した大長寺の境内に、明朗会十二烈士忠魂碑が建立され、遺骨も埋葬されている。